# Fontiers-Cabardès
Fontiers-Cabardès település Franciaországban, Aude megyében. Lakosainak száma 467 fő (2022. január 1.). Fontiers-Cabardès Brousses-et-Villaret, Cuxac-Cabardès, Lacombe, Saint-Denis és Fraisse-Cabardès községekkel határos.

## Népesség
A település népessége az elmúlt években az alábbi módon változott:
| Lakosok száma | 205  | 307  | 306  | 407  | 444  | 447  | 454  | 450  | 449  | 467  |
|               | 1968 | 1982 | 1990 | 2006 | 2013 | 2015 | 2017 | 2019 | 2020 | 2022 |